# Sofía Kalistrátova
Sofía Vasílievna Kalistrátova (en ruso: Софья Васильевна Каллистратова) (1907 – 1989), fue una defensora pública de Rusia durante el periodo soviético.
Defendió diversas disidencias soviéticas y participaba en el Grupo de Moscú Helsinki (en inglés: Moscow Helsinki Group; en ruso: Группа содействия выполнению Хелсинкских соглашениий в СССР), y difundió información acerca de las violaciones a los derechos humanos en la URSS.
Nacida en el poblado de Rylsk (Рыльск) y graduada de la Universidad Estatal de Moscú en la especialidad de jurisprudencia, no pudo encontrar una posición en procuraduría, y comenzó su carrera como defensora pública en el Instituto de Defensores de Moscú (Московская Коллегия адвокатов).
De acuerdo a una leyenda, alrededor de los años 60, un oficial que emitía los pasaportes deletreó erróneamente Kalistatova (Калистатова) en lugar de Kalistrátova (Каллистратова). Sofia se remitió a decir: «Pueden llamarme incluso Pot, pero no me pongan en el horno» (Назовите хоть горшком, толко в печку не ставте). Desde entonces, en fuentes históricas, ambos nombres aparecen pero se refieren a la misma persona.
Kalistrátova había atendido mucho de los casos, y en particular había defendido los disidentes soviéticos. En el año 1981, ella fue acusada por la violación del artículo 190-1 del Código Soviético (distribución de sentencias falsas que violan el orden político y el estado soviético).

La KGB buscó en el apartamento de Kalistrátova en varias ocasiones y confiscaron máquinas de escribir y documentos. Quienes la apoyaban recriminaron que todo el trabajo que defendía los derechos humanos de obtener, discutir y distribuir era legal. 
Sin embargo el caso contra Kalistrátova fue retirado en 1981 ya que no había razones debido a la falta de elementos criminales en su actividad.
Durante la Perestroika y el Glásnost, materiales varios sobre la violación de la ley durante 1917-1985 fue publicado en masa en la URSS. La pregunta a la población era: «En tu familia, ¿cómo cambió tu punto de vista en las políticas desde el Glásnost?», y los parientes de Kalistrátova respondieron: «Nuestro punto de vista no ha cambiado desde este Glásnost».
En ese tiempo, varios escritores solían decir «No sé» sobre el periodo 1917-1987. Sofía replicaba: «Mienten. No son idiotas. Ustedes SÍ sabían, pero temían hablar sobre ello.»
Sofia fue enterrada en el Cementerio Vostryakovskoe (Востряковское кладбище), en Moscú. Por su actividad, se le concedió la Medalla de Guildia de Defensores Rusos (Орден Гильдии Русских Адвокатов).
En 2003, la editorial rusa «Zveinia» («Звенья») publicó una biografía sobre su vida: «La defensora».